# Collen Warner
Collen Warner (Denver, 24 giugno 1988) è un ex calciatore statunitense, di ruolo centrocampista.

## Carriera
Ha giocato nella massima serie del campionato statunitense con Real Salt Lake, Montréal Impact e Toronto FC. Con Real Salt Lake e Montréal Impact ha giocato pure nella CONCACAF Champions League.

## Palmarès

### Competizioni nazionali
- Canadian Championship: 2

Montréal Impact: 2013, 2014